# Bohémond de Boutron
 (août 2025).
 (août 2025).
Bohémond de Boutron, ou Bohémond d'Antioche, mort en 1244, est le fils de Bohémond III, prince d'Antioche, et de sa quatrième épouse Isabelle de Farabel.
Alors qu'il est encore enfant, il est fiancé à Isabelle, fille unique de Lucie Dorel (également prénommée Cécilia) et de Plivain de Pise, dont elle est l'héritière. À la suite de ce mariage, il devient seigneur de Boutron de jure uxoris.
En octobre 1244, il combat à la bataille de La Forbie aux côtés de son fils aîné Jean. La bataille se termine par une défaite et tous deux meurent peu après en captivité des musulmans.
Avec son épouse Isabelle, il a au moins quatre enfants :
- Jean de Boutron, mort en 1244 lors de la bataille de La Forbie ;
- Guillaume II de Boutron, connétable de Jérusalem, qui succède à son père ;
- Jacques de Boutron, mort en 1277, qui épouse Clarence de Hazart, fille de Guillaume de Hazart ;
- Isabelle de Boutron, épouse Meillour de Ravendel, seigneur de Maraclea (en).